# Dommartin-aux-Bois
Dommartin-aux-Bois – miejscowość i gmina we Francji, w regionie Grand Est, w departamencie Wogezy.
Według danych na rok 1990 gminę zamieszkiwało 360 osób, a gęstość zaludnienia wynosiła 23 osób/km² (wśród 2335 gmin Lotaryngii Dommartin-aux-Bois plasuje się na 696. miejscu pod względem liczby ludności, natomiast pod względem powierzchni na miejscu 314.).